# Cabeça-de-prata
Manaquim-de-coroa-opala ou cabeça-de-prata (Lepidothrix iris) é uma espécie de ave da família Pipridae.
É endémica do Brasil.
Os seus habitats naturais são: florestas subtropicais ou tropicais húmidas de baixa altitude.